# Єлисеївка
Єлисе́ївка — село в Україні, у Бердянському районі Запорізької області. Населення становить 889 осіб. Орган місцевого самоврядування — Єлисеївська сільська рада.

## Географія
Село Єлисеївка знаходиться на берегах річки Чокрак, вище за течією на відстані 3 км розташоване село Гюнівка, нижче за течією на відстані 4,5 км розташоване село Єлизаветівка, за 40 км на північ від районного центру і за 10 км від станції Єлизаветівка Придніпровської залізниці.

## Історія
Заснована на місці ногайського аулу Шекли в 1861 році вихідцями з Салтичії, Попівки і державними селянами з Херсонської, Полтавської та Курської губерній.
Під час організованого радянською владою Голодомору 1932—1933 років померло щонайменше 134 жителі села.
Після ліквідації Приморського району 19 липня 2020 року село увійшло до Бердянського району.
З березня 2022 року окуповане рашистськими загарбниками.

## Економіка
- Агрофірма «Ім. Мічуріна».
- Єлисеївський пегматитовий кар'єр.

## Об'єкти соціальної сфери
- Школа.
- Дитячий садочок.
- Будинок культури.
- Лікарська амбулаторія.
- Аптека.

## Пам'ятки
- Заказник «Єлисеївський», 18 га, місце зростання чебрецю, деревію та ін. цінних рослин.